# Ludovico VI di Baviera
Ludovico VI di Baviera detto anche il Romano (in tedesco Ludwig der Römer) (Roma, 12 maggio 1328 – Berlino, 17 maggio 1365), fu duca di Baviera e margravio di Brandeburgo, col nome di Ludovico II (o Ludovico il giovane).

## Biografia
Ludovico era il primo figlio maschio di Ludovico IV e di Margherita d'Olanda. Nacque a Roma mentre i genitori erano in viaggio per l'incoronazione del padre a Imperatore del Sacro Romano Impero, da qui il soprannome Romanus che usava lui stesso nella firma dei documenti.
Il padre perseguì una serrata politica di espansione del potere dei Wittelsbach, oltre alla Baviera e al Palatinato riuscì ad ottenere la marca del Brandeburgo e il Tirolo, e tramite il matrimonio con Margherita II di Hainaut, l'Olanda e la contea di Hainaut. Alla sua morte questi territori andarono ai suoi sei figli: Ludovico V, Stefano II, Ludovico VI, Guglielmo I, Alberto I e Ottone V. 
Il governo congiunto dei sei fratelli durò solo due anni, il 12 settembre del 1349 infatti avvenne una prima suddivisione, i territori di Olanda ed Hainaut andarono ai fratelli Alberto I e Guglielmo I mentre l'Alta Baviera, il Brandeburgo e il Tirolo vennero assegnati a Ludovico V, Ludovico VI e Ottone V.
A fronte della crescente tensione tra Ludovico IV e Giovanni I di Boemia il giovane Ludovico era già stato destinato al matrimonio con Elisabetta di Polonia, figlia di Casimiro III di Polonia e Aldona di Lituania, nel 1345 sposò invece la sorella minore, Cunegunda, rafforzando l'alleanza fra i Wittelsbach e la Polonia contro i Lussemburgo.
Nel 1350 i fratelli iniziarono a discutere di una nuova divisione dei possedimenti che venne però posticipata perché Ludovico VI trascorse parte dell'anno alla corte d'Olanda per tentare di ricomporre i dissidi tra la madre e lo zio, Guglielmo II di Hainaut, Ludovico aveva rinunciato a tutti i suoi diritti sui titoli olandesi già nel 1346.
Nel 1351, con l'accordo di Luckau, venne ufficializzata la divisione fra i figli di Ludovico IV, Ludovico VI ottenne il margraviato di Brandeburgo in cambio lasciò la totale podestà sull'Alta Baviera al fratello Ludovico V. Nel 1356, con la Bolla d'oro, il margravio del Brandeburgo venne elevato al rango di Principe elettore.
Ludovico ereditò un margraviato afflitto dai debiti e dai dissidi interni che lo costrinsero a cercare l'appoggio dell'imperatore Carlo IV. Nel 1358, al ritorno da un ennesimo viaggio in Olanda dove nel frattempo suo fratello Alberto I aveva assunto la reggenza in seguito allo squilibrio mentale di Guglielmo I, fu revocata la scomunica che aveva colpito Ludovico IV nel 1324.
Alla morte di Mainardo III di Tirolo-Gorizia, figlio del fratello Ludovico V vi fu una conflitto con il fratello Stefano II sulla successione del ducato dell'Alta Baviera. In contrasto con gli accordi presi nel 1351 a Luckau Stefano II si appropriò del titolo e dell'Alta Baviera. In conseguenza di ciò Ludovico VI e Ottone V, entrambi senza figli, designarono come loro successore nel margraviato di Brandeburgo, Carlo IV di Lussemburgo.
Alla morte gli succedette il fratello Ottone V, Ludovico VI fu sepolto nella chiesa del convento dei francescani di Berlino (Graue Kloster).

## Matrimoni
Ludovico si sposò due volte. La prima volta con Cunegonda, figlia di Casimiro III di Polonia, dalla quale non ebbe figli. La seconda volta sposò Ingeborg di Meclemburgo-Schwerin, figlia di Alberto II di Meclemburgo, dalla quale non ebbe figli.

## Ascendenza
|                            |                       |                        | Genitori                |  |  | Nonni |  |  | Bisnonni             |  |  | Trisnonni             |  |
|                            |                       |                        |                         |  |  |       |  |  | Ottone II di Baviera |  |  | Ludovico I di Baviera |  |
|                            |                       |                        |                         |  |  |       |  |  | Ottone II di Baviera |  |  | Ludovico I di Baviera |  |
|                            |                       | Ludmilla di Boemia     |                         |  |  |       |  |  | Ottone II di Baviera |  |  |                       |  |
| Ludovico II del Palatinato |                       |                        |                         |  |  |       |  |  | Ottone II di Baviera |  |  |                       |  |
|                            |                       | Agnese del Palatinato  | Enrico V del Palatinato |  |  |       |  |  |                      |  |  |                       |  |
|                            |                       | Agnese del Palatinato  | Enrico V del Palatinato |  |  |       |  |  |                      |  |  |                       |  |
|                            |                       | Agnese del Palatinato  | Agnese di Hohenstaufen  |  |  |       |  |  |                      |  |  |                       |  |
| Ludovico il Bavaro         |                       | Agnese del Palatinato  |                         |  |  |       |  |  |                      |  |  |                       |  |
|                            |                       | Rodolfo I d'Asburgo    | Alberto IV il Saggio    |  |  |       |  |  |                      |  |  |                       |  |
|                            |                       | Rodolfo I d'Asburgo    | Alberto IV il Saggio    |  |  |       |  |  |                      |  |  |                       |  |
|                            |                       | Rodolfo I d'Asburgo    | Edvige di Kyburg        |  |  |       |  |  |                      |  |  |                       |  |
| Matilde d'Asburgo          |                       | Rodolfo I d'Asburgo    |                         |  |  |       |  |  |                      |  |  |                       |  |
|                            |                       | Gertrude di Hohenberg  | Burcardo V di Hohenberg |  |  |       |  |  |                      |  |  |                       |  |
|                            |                       | Gertrude di Hohenberg  | Burcardo V di Hohenberg |  |  |       |  |  |                      |  |  |                       |  |
|                            |                       | Gertrude di Hohenberg  | Matilde di Tubinga      |  |  |       |  |  |                      |  |  |                       |  |
| Ludovico VI di Baviera     |                       | Gertrude di Hohenberg  |                         |  |  |       |  |  |                      |  |  |                       |  |
|                            | Giovanni I di Hainaut | Giovanni d'Avesnes     |                         |  |  |       |  |  |                      |  |  |                       |  |
|                            | Giovanni I di Hainaut | Giovanni d'Avesnes     |                         |  |  |       |  |  |                      |  |  |                       |  |
|                            | Giovanni I di Hainaut | Adelaide d'Olanda      |                         |  |  |       |  |  |                      |  |  |                       |  |
| Guglielmo I di Hainaut     | Giovanni I di Hainaut |                        |                         |  |  |       |  |  |                      |  |  |                       |  |
|                            |                       | Filippa di Lussemburgo | Enrico V di Lussemburgo |  |  |       |  |  |                      |  |  |                       |  |
|                            |                       | Filippa di Lussemburgo | Enrico V di Lussemburgo |  |  |       |  |  |                      |  |  |                       |  |
|                            |                       | Filippa di Lussemburgo | Margherita di Bar       |  |  |       |  |  |                      |  |  |                       |  |
| Margherita II di Hainaut   |                       | Filippa di Lussemburgo |                         |  |  |       |  |  |                      |  |  |                       |  |
|                            |                       | Carlo di Valois        | Filippo III di Francia  |  |  |       |  |  |                      |  |  |                       |  |
|                            |                       | Carlo di Valois        | Filippo III di Francia  |  |  |       |  |  |                      |  |  |                       |  |
|                            |                       | Carlo di Valois        | Isabella d'Aragona      |  |  |       |  |  |                      |  |  |                       |  |
| Giovanna di Valois         |                       | Carlo di Valois        |                         |  |  |       |  |  |                      |  |  |                       |  |
|                            |                       | Margherita d'Angiò     | Carlo II di Napoli      |  |  |       |  |  |                      |  |  |                       |  |
|                            |                       | Margherita d'Angiò     | Carlo II di Napoli      |  |  |       |  |  |                      |  |  |                       |  |
|                            |                       | Margherita d'Angiò     | Maria d'Ungheria        |  |  |       |  |  |                      |  |  |                       |  |
|                            |                       | Margherita d'Angiò     |                         |  |  |       |  |  |                      |  |  |                       |  |